# Gunung Sikundo
Gunung Sikundo är ett berg i Indonesien.   Det ligger i provinsen Aceh, i den västra delen av landet, 1 700 km nordväst om huvudstaden Jakarta. Toppen på Gunung Sikundo är 1 294 meter över havet.
Terrängen runt Gunung Sikundo är varierad. Runt Gunung Sikundo är det mycket glesbefolkat, med 2 invånare per kvadratkilometer. I omgivningarna runt Gunung Sikundo växer i huvudsak städsegrön lövskog.